# Mysiorowa Dziura

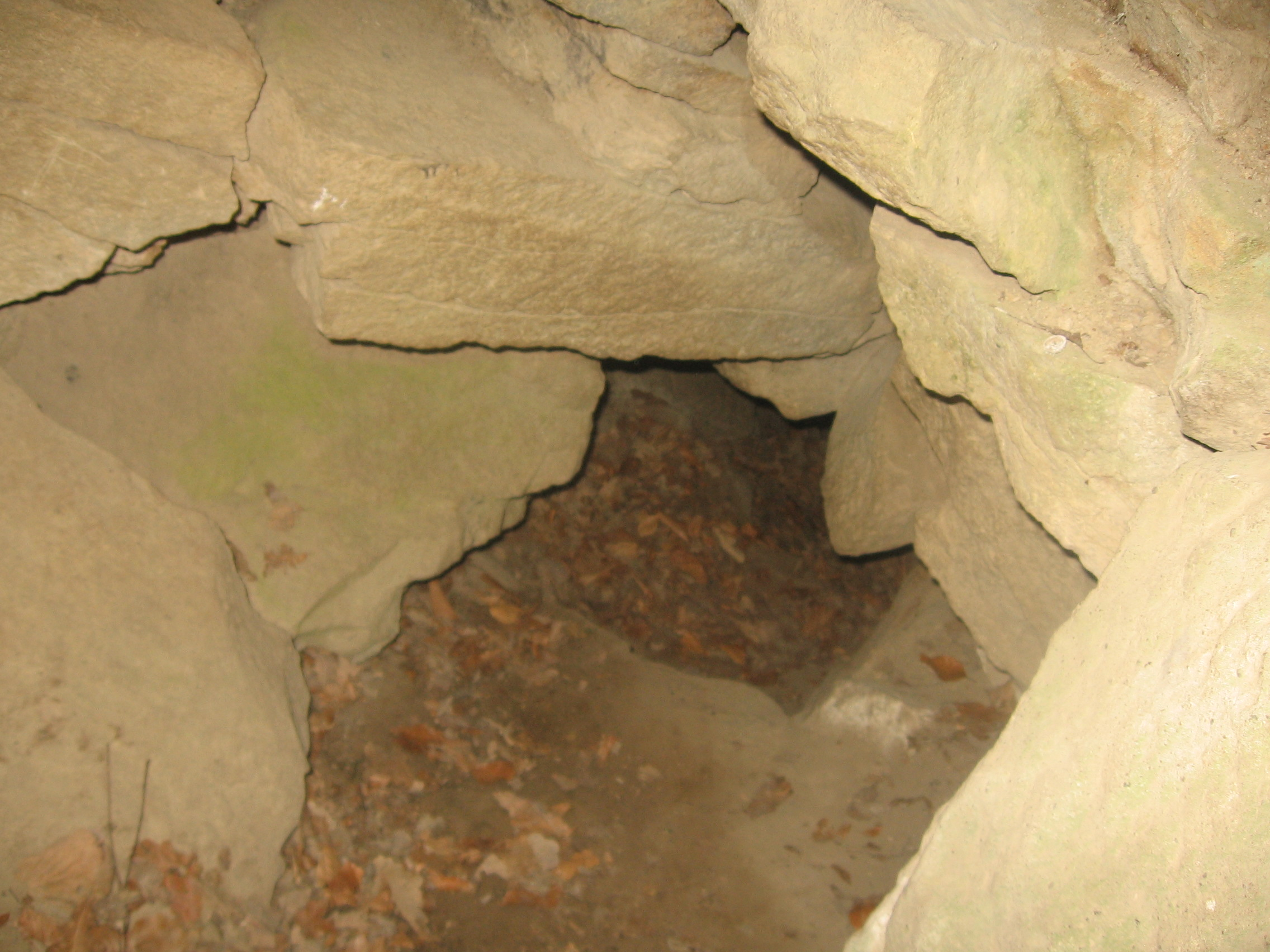
Wejście do Mysiorowej Dziury

Mysiorowa Dziura} (lub Mysiorowa Jama w Zagórzu) – jaskinia szczelinowa powstała w skałach piaskowca. Położona w miejscowości Zagórze, na południowo-zachodnim zboczu góry Kurczyna (410 m n.p.m.). W jaskini nie ma sztucznego oświetlenia.